# 498 Tokio
498 Tokio este un asteroid din centura principală, descoperit pe 2 decembrie 1902, de Auguste Charlois.